# Albufeira
Albufeira (Portugisisk udtale: [ɐɫβuˈfɐjɾɐ]) er en portugisisk by og kommune i distriktet Faro i provinsen Algarve i det sydlige Portugal. Kommunen havde i 2011 40.828 indbyggere og dækker et areal på 140,6 km². Den er beliggende mellem byerne Silves og Loulé, og ligger omkring 25 kilometer fra Faro, hovedstaden i distriktet. Albufeira betjenes af Comboios de Portugal (Portugals statsbaner), og er beliggende på strækningen mellem Lagos og Vila Real de Santo António.
Albufeira er inddelt i følgende freguesias: Albufeira, Ferreiras, Guia, Olhos d'Água og Paderne.